# Buch in de Bajes
Buch in de Bajes is een Nederlands televisieprogramma dat wordt uitgezonden op RTL 4. Nicole van Houten (eerder Menno Buch) volgt de dagelijkse gang van zaken in een Nederlandse gevangenis van dichtbij en praat met gedetineerden en personeelsleden.

## Geschiedenis
Menno Buch heeft er drie jaar over gedaan om toestemming te krijgen om met een cameraploeg binnen de Nederlandse gevangenismuren te mogen filmen. Voor seizoen 1 verbleef hij twee maanden lang in de Penitentiaire Inrichting Almere (P.I. Almere). Wegens het succes van de serie kwam er een jaar later een vervolg in de vorm van Buch in de Bajes II. Voor deze reeks maakte hij vier maanden lang opnames in de Penitentiaire Inrichting Vught (P.I. Vught), een van de zwaarst beveiligde gevangenissen van Europa. Om de werkelijkheid goed vast te leggen was de opnameploeg van 7 tot 19 uur aanwezig. Buch en de cameraploeg sliepen in deze maanden in een hotel in de buurt.
Op 28 maart 2013, de dag dat seizoen 2 begon, maakte Menno Buch bekend dat hij ook een derde seizoen ging opnemen. In augustus 2013 werd bekend dat dit in de vrouwengevangenis Penitentiaire Inrichting Ter Peel in Evertsoord zal plaatsvinden. Hier heeft Buch vier maanden lang opnames gemaakt. Buch in de Bajes III bestaat uit 8 afleveringen en werd uitgezonden van 17 april 2014 t/m 5 juni 2014 op RTL 4.
Menno Buch overleed op 8 juli 2014. Op 15 oktober 2014 werd bekendgemaakt dat de weduwe van Buch, Nicole van Houten, het vierde seizoen ging presenteren. Zij was al jarenlang intensief betrokken bij de productie van de programma's van Buch. Dit seizoen is opgenomen in de PI Rotterdam Locatie De Schie en werd vanaf 12 maart 2015 uitgezonden.

## Spin-offs
Begin 2017 werd er door RTL 4 een seizoen Buch buiten de Bajes uitgezonden, waarin aandacht werd besteed aan de top 600 criminele veelplegers in de gemeente Amsterdam.
In 2020 werd er op SBS6 een seizoen Buch in de bijzondere bajes uitgezonden, waarin er gevangenissen in het buitenland werden bezocht waarin gevangenen over specifieke privileges beschikken. Hierin bezocht Nicole van Houten gevangenissen in Rome, Montevideo en Georgië.

## Afleveringen

### Seizoen 1
| Aflevering | Titel                                 | Kijkcijfers     | Uitzenddatum  |  |
| --- | ------------------------------------- | --------------- | ------------- |  |
| 1.1 | Kennismaking en Achter slot & grendel | 850.000 kijkers | 15 april 2012 |  |
| Menno Buch arriveert bij de Penitentiaire Inrichting in Almere, waar hij de komende afleveringen een kijkje achter de schermen neemt. Hij krijgt een rondleiding en de directeur laat hem de intake-procedure zien die elke gevangene moet doorlopen. Menno leert wat wel en niet op de cel is toegestaan en aan welke regels een cel moet voldoen. Buch spreekt een man die eigenlijk voor timmerman heeft geleerd, maar dat "gewoon" werken niet opschiet. Verder in deze aflevering een duo die een cel delen en elkaar hebben leren kennen via de inrichting. De ene jongen is 21 jaar en heeft een MBO diploma ICT. Hij zit vast op verdenking van poging tot doodslag. Zijn celmaat van 26 jaar zou wel iemand willen vermoorden als hij daar honderdduizend euro voor krijgt. Buch is verder getuige van een gedetineerde die een directielid beledigt en uitscheldt vanwege een conflict. Hij bekijkt ook een plotselinge arrestatie van een gedetineerde die geweld wil gaan gebruiken. |                                       |                 |               |  |
| 1.2 | De isolatiecel                        | 838.000 kijkers | 22 april 2012 |  |
| Menno Buch volgt een oefening van het Interne Bijstands Team (IBT). Dit korps rukt uit als een agressieve gedetineerde naar een isoleercel gebracht moet worden. Buch spreekt opnieuw het duo van aflevering 1. Het duo wordt uit elkaar gehaald nadat uit urinecontrole bleek dat er cannabis is gebruikt. Buch spreekt een gedetineerde aan die bolletjes heeft ingeslikt en ook steeds in de gaten wordt gehouden. Op de isolatie-afdeling maakt Menno kennis met een gedetineerde die verdacht wordt van onder meer vrouwenhandel; ook familie zit in dezelfde zaak vast in verschillende gevangenissen door het land. Na zeven dagen in de isoleercel vanwege een vechtpartij mag hij weer terug naar zijn eigen cel. Hij vertelt Buch er alles aan te zullen doen om niet opnieuw in de isoleercel te belanden. Echter een half uur nadat hij terug is op de afdeling, belandt hij opnieuw in een vechtpartij.                                                                             |                                       |                 |               |  |
| 1.3 | Arbeid                                | 865.000 kijkers | 29 april 2012 |  |
| Menno Buch voegt zich bij de gedetineerden die 's ochtends naar de arbeid gaan. Buch ziet wat voor werk de gedetineerden doen en wat zij hiervoor betaald krijgen. Buch ziet dat de gedetineerden naast hun werk ook aan sport doen. Hij spreekt een van de gedetineerden aan en waarom hij voor straf uitzit. Verder een vervolg van de gedetineerde die al snel naar de isoleercel terug moest. Hij spreekt hem in de luchtkooi aan over zijn straf. Dezelfde luchtkooi waar Menno dit gesprek voerde was landelijk nieuws als blijkt dat ze niet voldoen aan de wettelijke eisen. Menno woont de vergadering bij van de directie waarin de directeur uitlegt dat de luchtkooi is afgekeurd 'omdat de gedetineerde niet de buitenlucht kan zien en niet in de regen kan staan.' De gedetineerde heeft het nieuws ook opgevangen en maakt stennis dat hij daar helemaal niet mag luchten. |                                       |                 |               |  |
| 1.4 | Drugs                                 | 994.000 kijkers | 6 mei 2012    |  |
| Menno Buch is getuige van een grote drugscontrole waar verschillende afdelingen worden gecontroleerd. Ook het duo van aflevering 1 en 2 komt weer in beeld. Er is een ruit op de cel ingeslagen waardoor de drugshond niet naar binnen kan. Buch spreekt verschillende gedetineerden aan die drugs hebben gebruikt en een man die een zware overval heeft gepleegd. |                                       |                 |               |  |
| 1.5 | Geestelijke verzorging                | 785.000 kijkers | 13 mei 2012   |  |
| Menno Buch bezoekt zowel de christelijke kerkdienst op zondag als het islamitische vrijdagmiddaggebed, die net als alle andere religieuze bijeenkomsten in dezelfde ruimte worden gehouden. Voor het eerst in de tv-geschiedenis geeft een medewerker van het BOT, het Bijzonder Ondersteunings Team van Justitie, een interview. Het BOT wordt ingezet bij risicotransporten van extreem vlucht- en/of levensgevaarlijke gedetineerden. Ook spreekt hij een aantal gedetineerden aan over verschillende misdaden en wordt er een tafeltennistoernooi georganiseerd voor gedetineerden. |                                       |                 |               |  |
| 1.6 | Psychologie en Zorg                   | 766.000 kijkers | 20 mei 2012   |  |
| Menno Buch krijgt informatie over de psychologische consequenties van detentie, bijvoorbeeld een opsluiting in de isolatiecel. Buch spreekt met het duo van een paar afleveringen terug, waarvan één gedetineerde terug naar zijn cel mag en de ander nog steeds alleen in de isolatiecel zit. Het blijkt niet goed te gaan met de gedetineerde die nog steeds in de isolatiecel zit. Hij wordt daarom overgeplaatst naar Afdeling D, een speciale zorg-afdeling voor mensen met psychische stoornissen. Buch neemt ook hier een kijkje. Ook spreekt hij met andere gedetineerden en met bezoekers van gedetineerden. |                                       |                 |               |  |
| 1.7 | Linker dan de rechter en Vrijheden    | 502.000 kijkers | 27 mei 2012   |  |
| Menno Buch spreekt met gedetineerden over advocaten, rechtszaken en justitie. Zo spreekt hij met een gedetineerde die wordt verdacht van vrouwenhandel. De gedetineerde moet helaas gaan verhuizen naar een andere cel, omdat zijn cel vaak door de raamluikjes wordt gesproken. Hij heeft ook zijn eigen advocaat, Theo Hiddema. Later krijgt Theo een gesprek met Buch. Buch spreekt met een bewaker van de P.I. Almere. Deze bewaker had een eigen cafetaria, waar hij binnen één jaar drie keer werd overvallen in zijn café. Met als gevolg dat zijn café failliet ging. Hij ging daarna als bewaker werken, om de gedetineerden te laten confronteren met hun daden. Buch spreekt met een gedetineerde die tijdens een arrestatie een dwarsleasie opliep. Verder een reportage over de Landelijke Bijzondere Bijstandseenheid (LBB), een verlofregeling en koken voor 70 man. |                                       |                 |               |  |
| 1.8 | Terug naar de vrijheid en Afscheid    | 755.000 kijkers | 3 juni 2012   |  |
| Menno Buch gaat weer waar het als eerste begon, de receptie. De receptie is waar de gedetineerden binnenkomen van het politiebureau of verlaten naar een ziekenhuis. Buch spreekt met een buitenlander, die in Nederland mag gaan uitzitten en een ander buitenlander die van het buitenland met een creditcard naar Nederland binnen smokkelde. Ook spreekt hij met een gedetineerde die naar België mag gaan uitzitten. De gedetineerden moeten wel klaar voor zijn als ze weer in de normale maatschappij komt. Dus de gedetineerden kunnen onderwijs gaan volgen. Ook spreekt hij daar een gedetineerde aan. Dit is tevens de laatste aflevering, dus een aantal gedetineerden, die in deze serie voorkomen, mogen weer naar huis. Ook Buch neemt afscheid van deze inrichting met een bijzondere orkest. Buch verlaat later deze inrichting en het is het einde van deze eerste serie. |                                       |                 |               |  |

### Seizoen 2
| Aflevering | Titel                                       | Kijkcijfers       | Uitzenddatum  |  |
| --- | ------------------------------------------- | ----------------- | ------------- |  |
| 2.1 | Unit 1: Beheersproblematische Gedetineerden | 1.129.000 kijkers | 28 maart 2013 |  |
| Menno Buch is op bezoek bij Unit 1 (beheersproblematische gedetineerden). Er zijn net twee gedetineerden binnengebracht die elkaars tegenpolen zijn: de één is positief, maar de ander moet door het IBT worden overgeplaatst naar een andere cel. Verder wordt gekeken naar de middelen die beschikbaar zijn om gevangenen in toom te houden. Ook interviewt Buch enkele gedetineerden in het 'boeienregime'. Deze gevangenen worden altijd vergezeld door meerdere begeleiders. |                                             |                   |               |  |
| 2.2 | Het penitentiair psychiatrische centrum     | 1.297.000 kijkers | 4 april 2013  |  |
| Buch bezoekt unit 3 en 4, oftewel het Penitentiair Psychiatrisch Centrum (PPC), een van de vijf dergelijke inrichtingen die in Nederland in 2009 in het leven zijn geroepen. De PPC wordt gezien als de 'eredivisie' in deze categorie. Gevangenen heten hier patiënten en bewaarders zijn in feite verplegers. Naast het algemene beeld van deze afdeling wordt dieper ingegaan op het verhaal van de levensgevaarlijke patiënt Cees H., die naar eigen zeggen te gevaarlijk is om ooit weer in de samenleving terug te keren. Buch heeft ook een gesprek buiten de gevangenis met een man die net is vrijgelaten. Ook wordt gekeken naar de machtsstrijd tussen de patiënt en het regime. |                                             |                   |               |  |
| 2.3 | Extra Beveiligde Inrichting (EBI)           | 1.118.000 kijkers | 11 april 2013 |  |
| De EBI is het zwaarst bewaakte gedeelte van alle gevangenissen in Nederland. Hier zitten de gevaarlijkste gevangenen van Nederland, zoals Mohammed Bouyeri. Gevangenen mogen bezoek alleen ontvangen met een glaswand ertussen en worden altijd vergezeld door twee bewaarders. Naast interviews met gevangenen en een uitgebreide rondleiding volgt Buch ook een zaak van de beklagcommissie en praat Menno met een gevangene die overgeplaatst zou kunnen worden naar de EBI. Daarnaast is Buch getuige van een geheim, zwaar bewaakt EBI-transport per helikopter. |                                             |                   |               |  |
| 2.4 | Suïcide                                     | 1.278.000 kijkers | 18 april 2013 |  |
| Menno Buch krijgt te maken met een poging tot zelfmoord op de psychiatrische afdeling. Recentelijk was er veel negatieve publiciteit omtrent zelfdodingen in gevangenissen en Menno onderzoekt waarom deze suïcidale pogingen niet volledig voorkomen kunnen worden. Buch heeft een gesprek met een gevangene van Unit 1 die alles zou willen doen in ruil voor zijn vrijheid. De gemoederen in dit interview lopen hoog op. Verder komt de afdeling Visitatie aan bod, vanwaar alle gevangenen arriveren en vertrekken naar bijvoorbeeld de rechtbank of een andere gevangenis. |                                             |                   |               |  |
| 2.5 | Veelplegers                                 | 1.054.000 kijkers | 25 april 2013 |  |
| Menno Buch bezoekt de ISD, de Instelling voor Stelselmatige Daders, in de volksmond veelplegers of draaideurcriminelen genoemd. In deze aflevering worden twee uitersten van de afdeling opgezocht, de extreme zorgmijders en gedetineerden die zichzelf hebben laten oppakken. Die laatste wordt bezocht buiten de gevangenis. Hier vertelt hij zijn levensverhaal aan Buch. In aflevering drie is al een interview met hem binnen het gevang uitgezonden. Verder zien we een verhoor en een opsluiting in de isoleercel. En verder ook nog een interview met een uitzondering op de afdeling, hij (Mohammed) heeft, als een van de weinigen, geen drugsverslaving. |                                             |                   |               |  |
| 2.6 | Zedendelinquenten                           | 1.122.000 kijkers | 2 mei 2013    |  |
| Menno Buch volgt in deze aflevering Jan M., een zedendelinquent, die niet overal in de gevangenis veilig is. Jan neemt Menno mee naar afdeling 6F: de afdeling zeden, waar een dozijn mannen zitten onder wie een paar zeer beroemde namen. Wanneer deze delinquent naar huis wordt gestuurd gaat Buch naar de directeur voor tekst en uitleg. Ook wordt Peter gevolgd, die 10 jaar en TBS met dwangverpleging heeft gekregen voor de gewelddadige verkrachting van 10 vrouwen in een tijdsbestek van 17 jaar. Daarnaast spreekt Menno het afdelingshoofd en een bewaarder van de afdeling zeden over hoe het is om elke dag met dit soort mensen aan het werk te zijn. Verder wordt Robbie geïnterviewd, een overvaller die Menno ook al in de P.I. Vught is tegengekomen, maar nog niet gesproken had. Ook wordt het interview met Mohammed uit de vorige aflevering vervolgd. |                                             |                   |               |  |
| 2.7 | Agressie                                    | 1.018.000 kijkers | 9 mei 2013    |  |
| Menno Buch volgt in deze aflevering Ronald, hij heeft zijn buurman, die niet als Ronald een lang strafblad heeft, neergeslagen. Buch volgt hem op weg naar de gevangenis en het proces. Daarnaast is Menno getuige hoe het Intern Bijstandsteam een gedetineerde van Unit 1 onder de douche moeten zetten, aangezien hij niet zelfstandig wil douchen. Verder het verhaal van bewaarder John die, door onder andere doodsbedreigingen, een burn-out kreeg. Ook wordt er ingegaan op het verhaal van Serdar, van wie de bokstherapie die hij krijgt helpt en Jan die na zijn gevangenisstraf weer thuiskomt en daar wordt geconfronteerd met een tragedie. |                                             |                   |               |  |
| 2.8 | TBS                                         | 994.000 kijkers   | 16 mei 2013   |  |
| ... |                                             |                   |               |  |
| 2.9 | Creatieve therapie                          | 1.129.000 kijkers | 23 mei 2013   |  |
| ... |                                             |                   |               |  |
| 2.10 | Geloof, hoop & liefde                       | 1.108.000 kijkers | 30 mei 2013   |  |
| ... |                                             |                   |               |  |

### Seizoen 3
| Aflevering | Titel | Kijkcijfers       | Uitzenddatum  |  |
| --- | ----- | ----------------- | ------------- |  |
| 3.1 | Afl 1 | 1.131.000 kijkers | 17 april 2014 |  |
| Menno begint op de afdeling Inkomsten, oftewel "het bad". Hier komen gedetineerden wanneer ze voor het eerst de gevangenis betreden. Ook vraagt Buch aan het personeel wat de verschillen zijn tussen een vrouwen- en een mannengevangenis. Wat opvalt is dat de daders vaak ook slachtoffer zijn. |       |                   |               |  |
| 3.2 | Afl 2 | 1.370.000 kijkers | 24 april 2014 |  |
| Deze aflevering gaat over de problemen waarmee moeders in detentie worstelen. Een gedetineerde heeft twee kinderen en is verslaafd aan heroïne. Bureau Jeugdzorg wil haar uit de ouderlijke macht zetten. Veel moeders zijn angstig voor Jeugdzorg en de instantie wordt dan ook in veel gevallen gezien als de grote vijand. |       |                   |               |  |
| 3.3 | Afl 3 | 1.225.000 kijkers | 1 mei 2014    |  |
| ... |       |                   |               |  |
| 3.4 | Afl 4 | 987.000 kijkers   | 8 mei 2014    |  |
| Menno bezoekt de Beperkte Beveiligde Inrichting binnen Ter Peel. Dit is het oudste gedeelte en wordt het klooster genoemd. Op deze afdeling hebben gedetineerden meer vrijheden dan in de gesloten gevangenis. |       |                   |               |  |
| 3.5 | Afl 5 | 1.252.000 kijkers | 15 mei 2014   |  |
| Er is een vechtpartij geweest tussen twee gedetineerden. Verder ontmoet Buch een gedetineerde die haar 2,5 jaar oude zoontje heeft verloren doordat hij is verdronken in een vijver. Dit heeft zij nooit kunnen verwerken en hierdoor is ze later in de fout gegaan. |       |                   |               |  |
| 3.6 | Afl 6 | 1.067.000 kijkers | 22 mei 2014   |  |
| ... |       |                   |               |  |
| 3.7 | Afl 7 | 1.140.000 kijkers | 29 mei 2014   |  |
| Menno bezoekt de Extra Zorg Afdeling, waar hij geconfronteerd wordt met automutilatie. Menno heeft verder een emotioneel gesprek met de ouders van Christianne. Zij heeft borderline en leeft letterlijk op het randje van leven en dood. Twee dagen na het gesprek sterft de vader van Christianne aan een maagbloeding. Christianne mag niet bij de begrafenis zijn, maar mag onder begeleiding naar huis om afscheid te nemen. |       |                   |               |  |
| 3.8 | Afl 8 | 987.000 kijkers   | 5 juni 2014   |  |
| ... |       |                   |               |  |

### Seizoen 4
Aflevering:
1. Misdaad aan de Maas
2. Agressie
3. De psychische zorgafdeling
4. Terroristen
5. Veelplegers
6. Werken (aan jezelf)
7. Het kan altijd gekker
8. Verlangen naar vrijheid